# 레절루션섬 (누나부트 준주)

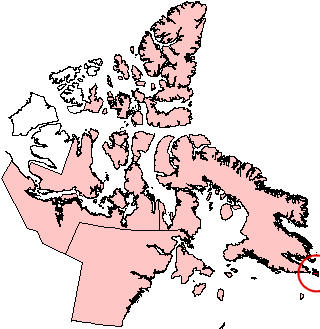
레절루션섬의 위치

레절루션섬(영어: Resolution Island)은 캐나다 북극 제도에 있는 무인도 중 하나이다. 행정구역 상으로는 누나부트 준주 퀴키크탈루크 지역에 속한다. 배핀섬 앞바다의 허드슨 해협에 위치하고 있으며, 면적은 1,015km2 (392 sq mi)이다.